# Rombout I Keldermans
Rombout I Keldermans (ca. 1420-1489) was een Brabantse glasschilder, zoon van Jan II Keldermans uit het bekende bouwmeestersgeslacht Keldermans.
Tussen 1450 en 1488 werkte hij vooral voor zijn vader in Leuven, waar hij vanaf 1469 de glasramen voor het Stadhuis van Leuven maakte. In 1489 werkte hij ook de glasramen af voor de Sint-Gummaruskerk in Lier.

## Lijst van bouwwerken (Selectie)
- de glasramen in het Stadhuis van Leuven (1469)
- de glasramen in de Sint-Gummaruskerk in Lier (1489).

- Union List of Artist Names: 500121895
- Virtual International Authority File: 96580378